# Malmö Aviation
Malmö Aviation là hãng hàng không khu vực có trụ sở tại Malmo, Thụy Điển. Hãng này cung ứng các tuyến bay thường lệ từ Stockholm với cơ sở chính là sân bay Malmö, với một trung tâm tại sân bay Stockholm-Bromma. 

## Lịch sử
Malmö Aviation đã được bán cho CityAir Scandinavia vào ngày 11 tháng 2 năm 1992. Một công ty mới Malmö Schedule Aviation được thành lập vào ngày 16 tháng 4 năm 1993 thuộc sở hữu của Wiklund Inter Trade. Braathens of Norway giành được toàn quyền kiểm soát vào tháng 8 năm 1998 và đầu năm 1999 tích hợp Braathens Sweden (trước đây là Transwede) vào Malmö Aviation. Trong tháng 12 năm 2001 hãng trở thành một hãng hàng không độc lập thuộc sở hữu của Braganza AS / Bramora. Đây là kết quả của việc Scandinavian Airlines (SAS) mua lại Braathens trong đó Malmö Aviation, vì lý do pháp lý, không được bao gồm trong đó. Hãng hoàn toàn thuộc sở hữu của Braathens Aviation và có 500 nhân viên (tại thời điểm tháng 3 năm 2007). 